# Mammillaria baumii

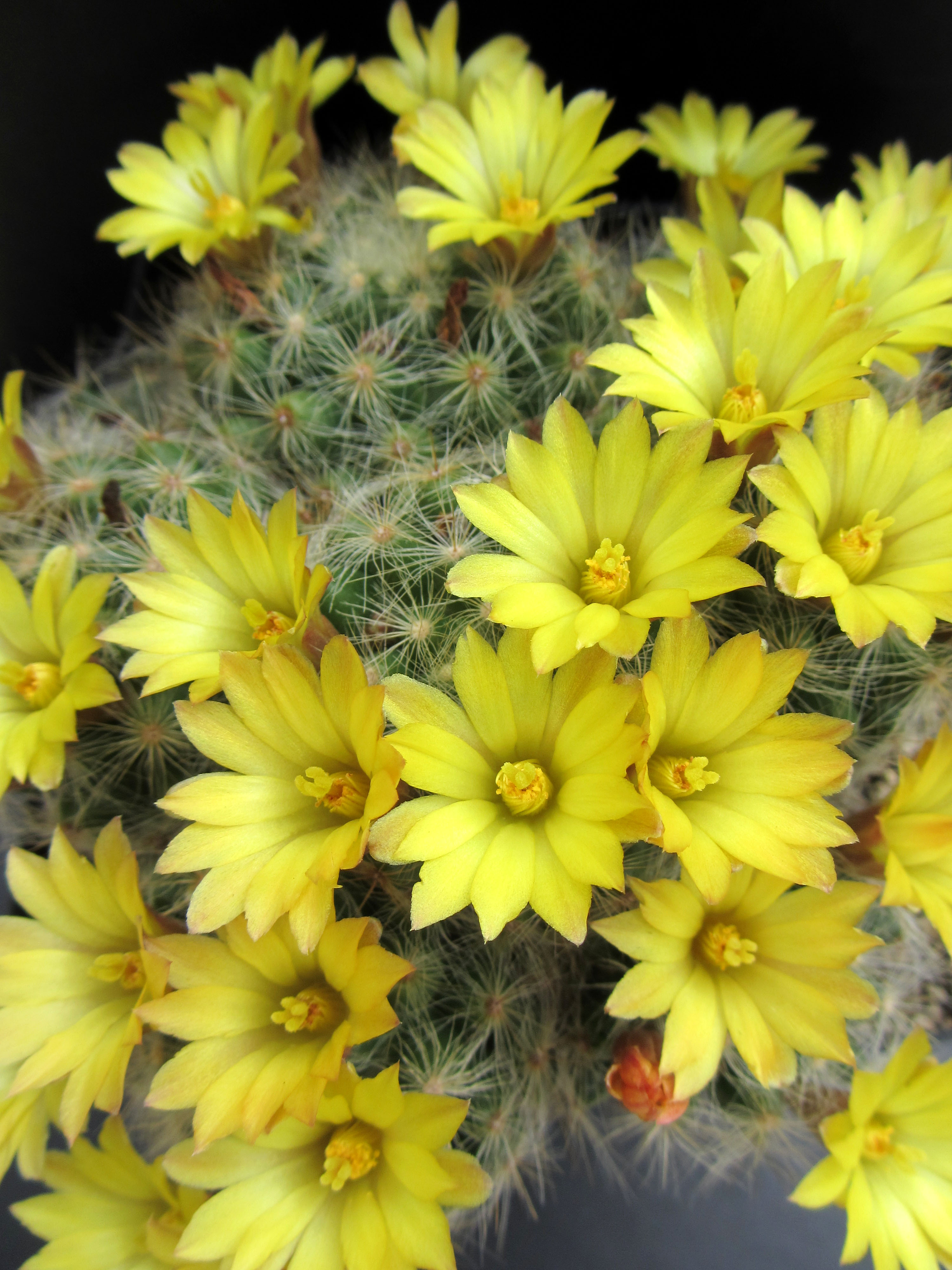
Blüten

Mammillaria baumii ist eine Pflanzenart aus der Gattung Mammillaria in der Familie der Kakteengewächse (Cactaceae). Das Artepitheton baumii ehrt den Entdecker Hugo Baum.

## Beschreibung
Mammillaria baumii wächst polsterbildend. Die einzelnen Pflanzenkörper sind kugelig bis eiförmig geformt und werden von der Bedornung fast völlig verdeckt. Sie werden 5 bis 7 Zentimeter hoch und 5 bis 6 Zentimeter im Durchmesser groß. Die Warzen sind glänzend grün, weichfleischig, zylindrisch bis konisch und ohne Milchsaft.  Die Axillen sind nur bei Jungpflanzen wollig; später nackt. Die 5 bis 11 Mitteldornen sind schlank und gerade. Sie weisen eine Länge von 1 bis 1,8 Zentimeter auf und sind weißlich gelb. Die äußerst dünnen 30 bis 50 Randdornen sind biegsam ineinandergreifend, weiß und haben eine Länge von 1,5 Zentimeter. Die breittrichterigen Blüten werden 2,5 bis 3 Zentimeter lang und im Durchmesser. Sie sind von leuchtend gelber Farbe und duften leicht. Die länglichen bis verkehrt eiförmigen Früchte sind graugrün. Sie enthalten braune, grubige Samen.

## Verbreitung, Systematik und Gefährdung
Mammillaria baumii ist im mexikanischen Bundesstaat Tamaulipas bei San Vicente verbreitet, wo sie ziemlich selten unter Gebüsch vorkommt.
Die Erstbeschreibung erfolgte 1926 durch Friedrich Bödeker. Nomenklatorische Synonyme sind Dolichothele baumii (Boed.) Werderm. & Buxb. (1951) und Ebnerella baumii (Boed.) Buxb. (1951).
In der Roten Liste gefährdeter Arten der IUCN wird die Art als „Least Concern (LC)“, d. h. als nicht gefährdet geführt.

## Nachweise